# الرسم والنقش على الاوراق النقدية للولايات المتحدة
الرسم والنقش على الأوراق المالية للولايات المتحدة:
في أوائل القرن الثامن عشر في المستعمرات الأمريكية، بدأت الطباعة على الأوراق بتجربة النقش على الألواح النحاسية كوسيلة بديلة للخشب. عند تطبيقه على إنتاج العملات الورقية، سمحت الطباعة باستخدام قوالب الألواح النحاسية المنقوشة بمزيد من التفاصيل وبزيادة الإنتاج أثناء الطباعة. ثم تم الانتقال إلى النقش على قوالب الصلب مما مكن تصميم وطباعة الأوراق النقدية من التقدم بسرعة في الولايات المتحدة خلال القرن التاسع عشر.

## نقش وطباعة النقود المبكرة في الولايات المتحدة

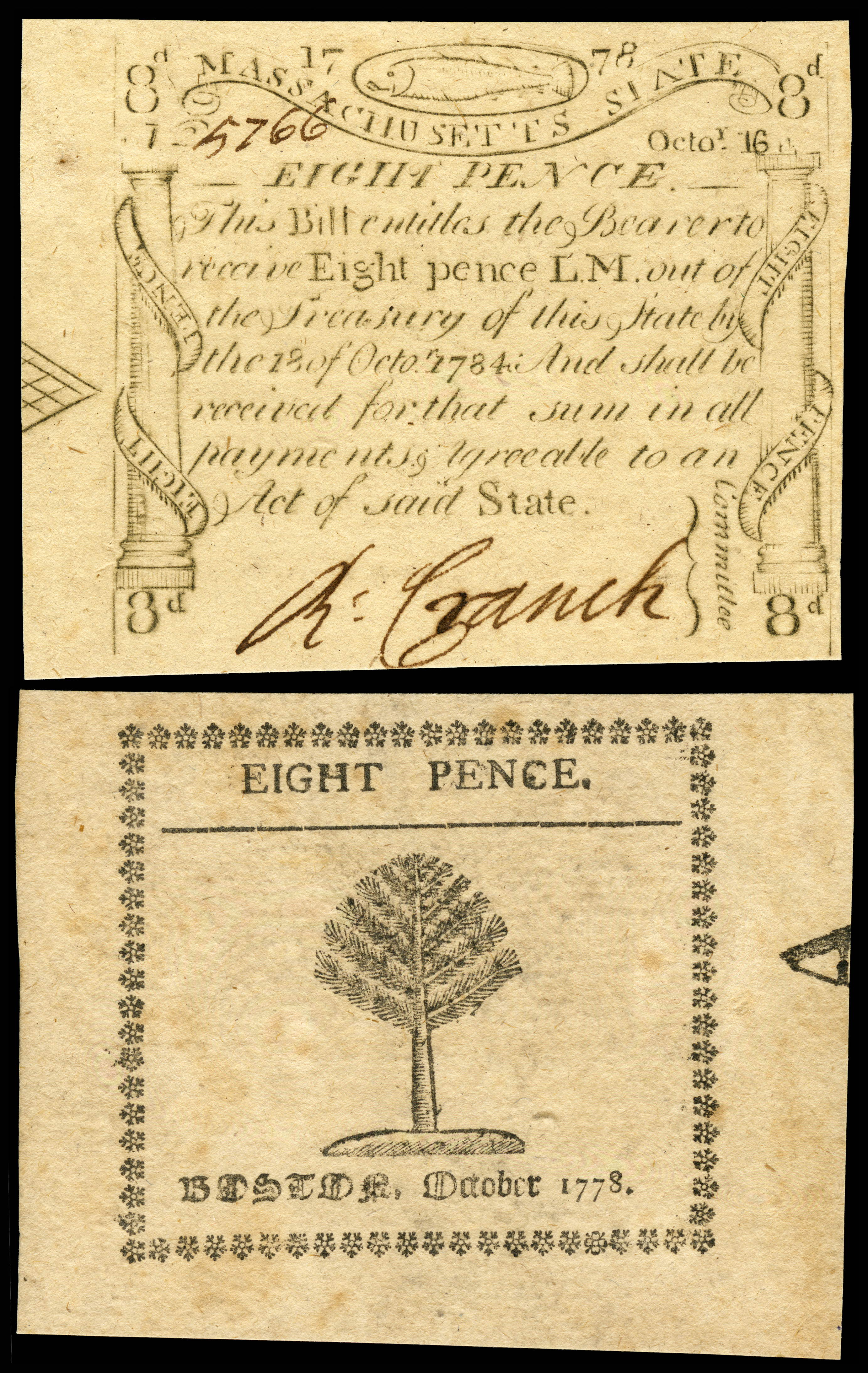
ورقة نقدية من فئة ثمانية بنسات نقشت وطبعت من قبل بول ريفير عام 1773

طبعت مقاطعة خليج ماساتشوستس الإصدار الأول من العملة الورقية النقدية في أمريكا كان عام 1690.هذا الإصدار الأول، بتاريخ 10 ديسمبر 1690، طُبع من لوحة نحاسية منقوشة بها أربعة موضوعات على ورقة. أول نقاش تم التعرف عليه في السجلات الأرشيفية لجون كوني الذي يظهر أنه قد دفع 30 جنيهًا إسترلينيًا في 12 مارس 1703 لنقش ثلاث لوحات نحاسية لإصدار ماساتشوستس بتاريخ 21 نوفمبر 1702. نظرًا للعديد من أوجه التشابه في التصميم بين الأوراق النقدية عام 1690 وتلك التي نقشها كوني في عام 1702، كانت هناك تكهنات بأنه ربما يكون هو من قد نقشها. إذا كان هذا صحيحًا، فسيكون أول أمريكي ينقش على ألواح نحاسية.
شارك العديد من الشخصيات التاريخية التي لها خلفية في النقش والطباعة في إنتاج العملات الأمريكية المبكرة حيث بدأ بنجامين فرانكلين طباعة أوراق مستعمرة بنسلفانيا في عام 1729 ، وجعل (ديفيد هول) مساعدا له في عام 1749 ، ثم ترك مجال طباعة العملات بعد إصدار عام 1764.بول ريفير قام بالنقش وبطباعة الأوراق النقدية لمقاطعة ومن ثم ولاية ماساتشوستس بين عامي 1775 و 1779، ومقاطعة نيو هامبشاير في 1775. والد ريفير (أبلوس ريفوار) كان تلميذ جون كوني. نقش ديفيد ريتنهاوس بعض تصميمات الإطار لعملة المستعمرات (العملات المبكرة والتي أصدرت أبان الثورة الأمريكية في 10 مايو 1775) وعملة 25 مارس 1776 لمستعمرة نيو جيرسي بقيمة 6 جنيهات إسترلينية. لا يبدو أن فرانسيس هوبكنسون قد قام بالنقش، ولكن يُنسب إليه الفضل في تصميمات قطع الإطارات والشعارات بالإضافة إلى الشعارات الخاصة بثلاثة إصدارات لعملة المستعمرات في 1778-1779.

## النقش والطباعة في وزارة الخزانة الأمريكية
الإصدار الأول من الأوراق المالية الفيدرالية للولايات المتحدة المرخصة من قبل إذن الكونجرس الأمريكي كان في 17 يوليو 1861 (12 تشريع. 259) و5 أغسطس 1861 (12 تشريع. 313). بينما تم إصدار مذكرات الطلب من خزانة الولايات المتحدة، تم نقشها وطباعتها في مكان آخر. في عام 1861، وحتى منتصف سبعينيات القرن التاسع عشر، افتقرت وزارة الخزانة إلى المرافق أو البنية التحتية لنقش وطباعة الجزء الأكبر من أوراقها المالية، وبالتالي اعتمدت على العقود الخارجية مع شركات الأوراق النقدية الخاصة. عن طريق ممارسات الكونغرس بتاريخ 11 يوليو 1862 (12 تشريع. 532)، تلقى وزير الخزانة الإذن بشراء الآلات وتوظيف الموظفين اللازمين لتصنيع العملة في الخزانة. لم يتم حتى عام 1877 (19 تشريع. 353) منح مكتب النقش والطباعة تمويلًا للعمالة والورق والنقل والمصروفات الأخرى بشرط إجراء جميع الأعمال في الموقع وبسعر يتناسب مع سعر شركات الأوراق النقدية الخاصة. في 1 أكتوبر 1877، تولى BEP إنتاج كل من إصدار سندات الولايات المتحدة وسندات البنك الوطني.

## أوراق البنك الوطني
""للفنانين والنجارين وغيرهم - جميعهم مدعوون لتقديم تصميمات أوراق العملة النقدية، من فئات 5 دولارات و 10 دولارات و 20 دولارًا و 50 دولارًا و 100 دولار و 500 دولار و 1000 دولار، على أن تصدر بموجب قانون الكونجرس الذي يصرح بالعملة الوطنية، الموافق عليه 25 فبراير ١٨٦٣ ""
. سلمون تشيس، وزير الخزانة، وضع هذا الإشعار المعنون في أواخر مارس، 1863. بالإضافة إلى وصف بعض المتطلبات (على سبيل المثال، الصياغة القانونية، ووضع توقيعات الخزانة، وما إلى ذلك)، الاتجاه الوحيد المعطى لمقدمي الطلبات المحتملين هو أن التصميمات يجب أن تكون أصلية (أي أنه لا يمكن أن تكون مخصصة لعملة الولايات المتحدة) وأن «التصاميم يجب أن تكون وطنية في طبيعتها».
من غير المؤكد عدد المقترحات التي تم تقديمها، أو ما الذي تم تضمينه في عملية الاختيار، لكن القرار النهائي كان الاعتماد بشكل كبير على استخدام الصور الأمريكية التاريخية التي تزين مبنى الكابيتول روتوندا. [ملحوظة 1] كان الدافع وراء هذا الاختيار ذو شقين: تعليميًا سينشر صورًا تصور مشاهد مهمة من التاريخ الأمريكي بينما يعزز في نفس الوقت أمان النقود من خلال تضمين نقوش معقدة للغاية يصعب تقليدها. [20]
بحول يوليو 1863، تم توقيع العقود مع الشركة الأمريكية للأوراق النقدية بالإنجليزية:(American Bank Note Company (ABN Co)
وشركة الأوراق النقدية للمستعمرات بالإنجليزية: (Continental Bank Note Company (CBN Co) والتي سيتم دمجها لاحقا في الشركة الأمريكية للأوراق النقدية ABN Co، لتصميم النقش والبدء في طباعة الأوراق النقدية الوطنية.
تم التعاقد مع ABN Co لفئات 20 دولارًا و 50 دولارًا و 100 دولار، [22] تم التعاقد مع CBNCo لفئات 5 دولارات و 10 دولارات، [23] وتعاقدت شركة البنك الوطني للنقود (بالإنجليزية:National Bank Note) على التصاميم لفئات 2 دولار و 500 دولار و 1000 دولار. [24] تتناول أوصاف العقد كل فئة على حدة وتحدد أي صورة من مبني الكابيتول يجب استخدامها لظهر الورقة ونوع المقالات القصيرة التي يجب أن تكون على الوجه (بأسماء محددة). صدرت أول سندات للبنك الوطني في 21 ديسمبر 1863.